# Guido Solitro
Guido Solitro (Portogruaro, 4 febbraio 1883 – Salò, 16 settembre 1944) è stato un funzionario e storico italiano, podestà di Padova per otto anni.

## Biografia
Nacque a Portogruaro da una famiglia originaria di Spalato, figlio di Giuseppe e di Amabilia Trivulzi. Il padre si era distinto come storico del Risorgimento nel Veneto.
Dopo la laurea in legge, partecipò come volontario alla prima guerra mondiale, venendo inquadrato nel 99º Reggimento fanteria "Treviso" che nel luglio 1918 si distinse nella difesa del monte Cornon presso Foza.
Il 3 luglio 1935 fu nominato podestà di Padova, carica che ricoprì fino al 27 agosto 1943, quando già si era insediato il governo Badoglio.